# Eusarca confusaria
Eusarca confusaria is een vlinder uit de familie van de spanners (Geometridae). De wetenschappelijke naam van de soort is voor het eerst geldig gepubliceerd in 1806 door Jacob Hübner.